# Oreophryne ezra
Oreophryne ezra is een kikker uit de familie smalbekkikkers (Microhylidae) en het geslacht Oreophryne. De soort werd voor het eerst wetenschappelijk beschreven door Fred Kraus en Allison Allen in 2009.

## Verspreidingsgebied
De soort komt voor in delen van Azië en leeft endemisch in het zuidoosten van Papoea-Nieuw-Guinea.

## Uiterlijke kenmerken
Het is de eerste amfibieënsoort waarvan geweten is dat hij bij het volwassen worden compleet van kleur veranderd. Een jong exemplaar is donker met gele vlekken met zwarte ogen, het volwassen exemplaar is perzikkleurig met blauwe ogen.
De jongen zouden met hun kleur sterk gelijken op pijlgifkikkers waardoor predatoren ze links laten liggen. Of ze zelf giftig zijn, is nog niet geweten, maar zou nuttig zijn aangezien de kikker overdag op opvallende plekken leeft en bovendien niet geneigd is te vluchten bij gevaar. Waarom de volwassenen deze waarschuwende kleuren niet hebben, is momenteel niet bekend.